# Vojen
Vojen est le 3e des sept princes mythiques de Bohême qui auraient régné entre le fondateur également mythique de la dynastie des Přemyslides, Přemysl le laboureur  et son épouse Libuše et le premier des princes historiques Bořivoj Ier de Bohême.

## Contexte
Les noms des princes apparaissent pour la première fois dans la  Chronica Boemorum de Cosmas de Prague sonr rempris dans la plupart des ouvrages historiques jusqu'au XIXe siècle dont celui de  František Palacký  L'Histoire du peuple tchèque en Bohême et Moravie. Selon la tradition il est le fils de Mnata et le père de Vnislav.
Une théorie avance qu'ils sont figures sur les  fresques des murs de la Rotonde de Znojmo, en Moravie mais Anežka Merhautová oppose que les fresques  dépeignent tous les membres la dynastie Přemyslide dont les membres des lignées cadettes des princes de Moravie.

## Origine du nom
On estime que le nom de Vojen dérive du mot Slavon  vojna signifiant guerre. Záviš Kalandra avance que le nom des sept princes sont des formes cryptées des noms anciens des jours de la semaine en slavon - Vojen étant le troisième - Mardi, en Latin Martis dies se réfère à  Mars le dieu de la guerre. Une autre théorie précise que ces noms sont formes erronées  issues de l'interprétation d'un texte cohérent mais incomplet en vieux Slavon.